# آپر فلز (ویرجینیای غربی)
آپر فلز(به انگلیسی: Upper Falls) شهری در ایالت ویرجینیای غربی کشور ایالات متحده آمریکا است که جمعیت آن در سرشماری سال ۲۰۱۰ میلادی، ۳٬۷۰۱ نفر بوده‌است.